# 데이비드 줄리언 허시
데이비드 줄리언 허시(영어: David Julian Hirsh, 1973년 10월 26일 ~ )는 캐나다의 배우이다.
몬트리올에서 태어났다.

## 출연 작품
- 팜므파탈의 트랩 (2013년)
- 시카고 8 (2011년) - 톰 역
- 더 트로츠키 (2009년)
- 스위트 크리스마스 (2004년)
- 컨페션 (2002년)
- 블루 힐 에버뉴 (2001년) - 로이드 역

### 텔레비전
- CSI: 뉴욕 (2005)
- Hawthorne (2009-10)
- 위즈 (2012)